# National Ploughing Championships

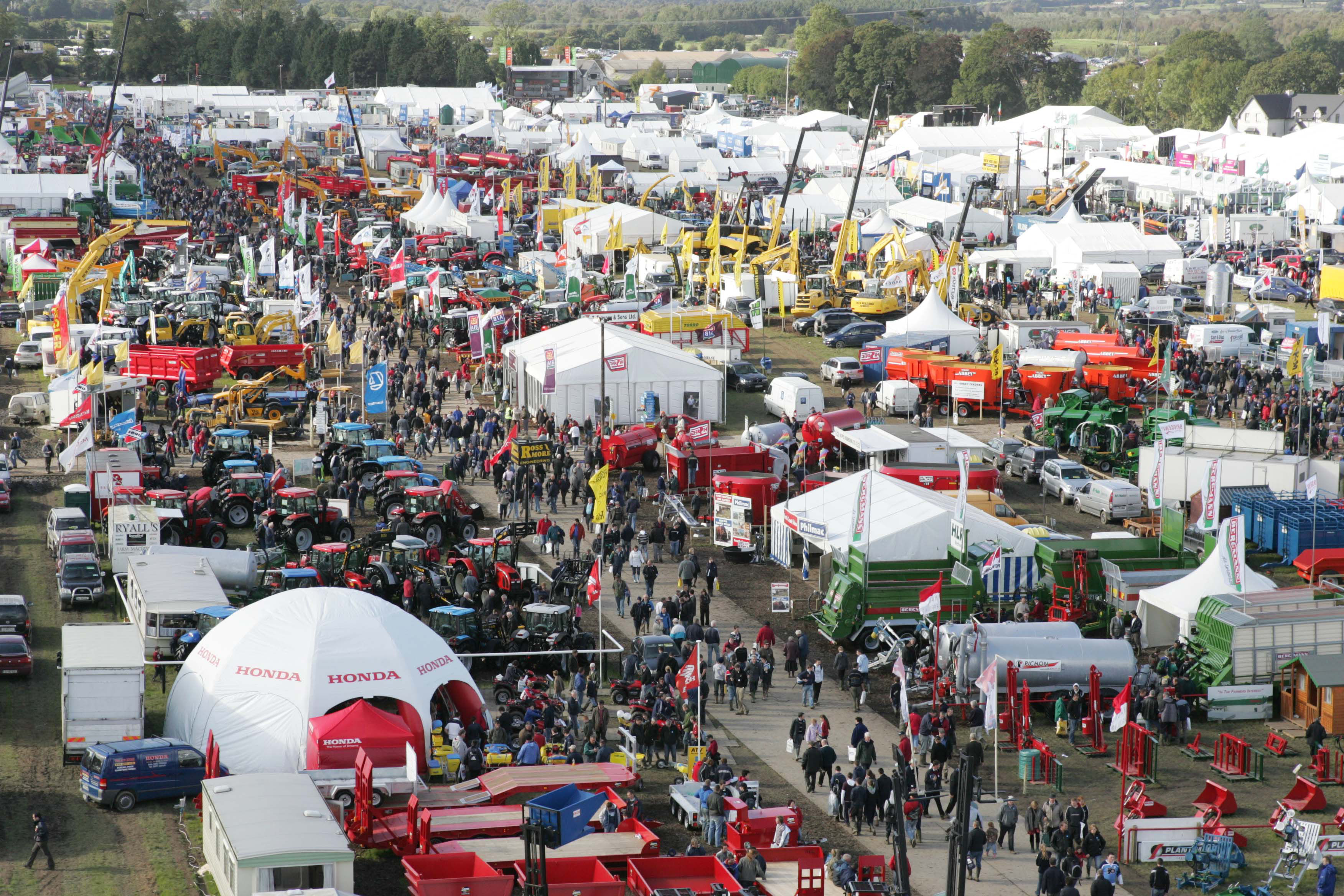
Vue générale du National Ploughing Championships en 2007.

Le National Ploughing Championships, championnat national de labour, est une fête agricole qui se tient en Irlande chaque année au mois de septembre depuis 1931.
L'édition 2012 aura lieu à Heathpark, New Ross, Comté de Wexford. Le premier concours de labour inter-comtés s'est tenu en 1931 à la suite d'une discussion entre deux amis de longue date, Denis Allen de Gorey, comté de Wexford et J.-J. Bergin d'Athy, comté de Kildare. Tous deux prétendaient que leur comté avait les meilleurs laboureurs. Cela se termina par un défi qui prit forme le lundi 16 février 1931 sous la forme du premier concours national de labour, qui se déroula dans le champ d'un certain W.K. Hosie à Coursetown (Athy). Depuis lors, ce concours a grossi d'année en année, la surface occupée passant de 10 hectares à l'origine jusqu'à 280 hectares de nos jours. Cette surface totale se partage approximativement entre 80 hectares consacrés au concours de labour proprement dit, 30 hectares pour les stands commerciaux et l'espace d'exposition, 160 hectares de places de stationnement pour les voitures des visiteurs et une aire de démonstration de 10 hectares.

## Liste des villes ayant accueilli la manifestation
| Année | Ville                                           |
| ----- | ----------------------------------------------- |
| 1931  | Athy                                            |
| 1932  | Gorey                                           |
| 1933  | Clondalkin                                      |
| 1934  | Athenry                                         |
| 1935  | Mallow                                          |
| 1936  | Tullamore                                       |
| 1937  | Greystones                                      |
| 1938  | Carlow                                          |
| 1939  | Killarney                                       |
| 1940  | Thurles/Kilkenny                                |
| 1941  | Cork                                            |
| 1942  | Cloghan (Dublin)                                |
| 1943  | Portlaoise                                      |
| 1944  | Ballinasloe                                     |
| 1945  | Tipperary                                       |
| 1946  | Balbriggan                                      |
| 1947  | Maynooth                                        |
| 1948  | Limerick                                        |
| 1949  | Drogheda                                        |
| 1950  | Bandon                                          |
| 1951  | Wexford                                         |
| 1952  | Athenry                                         |
| 1953  | Mullingar                                       |
| 1954  | Cahir                                           |
| 1955  | Athy (jubilé d'argent)                          |
| 1956  | Nenagh                                          |
| 1957  | Boyle, comté de Carlow                          |
| 1958  | Tramore                                         |
| 1959  | Carlow                                          |
| 1960  | New Ross                                        |
| 1961  | Killarney                                       |
| 1962  | Thurles                                         |
| 1963  | Athenry                                         |
| 1964  | Kilkenny                                        |
| 1965  | Enniskerry, comté de Wicklow                    |
| 1966  | Wexford                                         |
| 1967  | Tullow, comté de Carlow                         |
| 1968  | Mallow, comté de Cork                           |
| 1969  | Rockwell College, Cashel, comté de Tipperary    |
| 1970  | Kilkenny                                        |
| 1971  | Finglas (en), comté de Dublin                   |
| 1972  | Rockwell College, Cashel, comté de Tipperary    |
| 1973  | Wellingtonbridge, comté de Wexford              |
| 1974  | Watergrasshill, comté de Cork                   |
| 1975  | Bennettsbridge, comté de Kilkenny               |
| 1976  | Wells, Gorey, comté de Wexford                  |
| 1977  | Rockwell College, Cashel, comté de Tipperary    |
| 1978  | Knocktopher, comté de Kilkenny                  |
| 1979  | Watergrasshill, comté de Cork                   |
| 1980  | Cashel, comté de Tipperary                      |
| 1981  | Wexford                                         |
| 1982  | Edenderry                                       |
| 1983  | Waterford                                       |
| 1984  | Ardfert, comté de Kerry                         |
| 1985  | Kilkea, comté de Kildare                        |
| 1986  | Woodsgift, comté de Kilkenny                    |
| 1987  | Charleville Estate, Tullamore                   |
| 1988  | Oak Park Research Centre, Carlow                |
| 1989  | Oak Park Research Centre, Carlow                |
| 1990  | Oak Park Research Centre, Carlow                |
| 1991  | Crecora, County Limerick                        |
| 1992  | Carrigtwohill, Midleton, comté de Cork          |
| 1993  | Shanballyard, Clerihan, Clonmel                 |
| 1994  | Drumgold, Enniscorthy                           |
| 1995  | Ballacolla, comté de Laois                      |
| 1996  | Oak Park Research Centre, Carlow                |
| 1997  | Parkmore, Fiveally, Birr, comté d'Offaly        |
| 1998  | Ballycarney, Ferns, comté de Wexford            |
| 1999  | Castletownroche, Mallow                         |
| 2000  | Ballacolla, comté de Laois                      |
| 2001  | annulé pour cause d'épidémie de fièvre aphteuse |
| 2002  | Ballacolla, comté de Laois                      |
| 2003  | Ballinabrackey, comté de Meath                  |
| 2004  | Grangeford, Friarstown, Tullow, comté de Carlow |
| 2005  | Mogeely, Castlemartyr, comté de Cork            |
| 2006  | Grangeford, Friarstown, Tullow, comté de Carlow |
| 2007  | Annaharvey Farm, Tullamore, comté d'Offaly      |
| 2008  | Burnchurch, Cuffesgrange, comté de Kilkenny     |
| 2009  | Cardenton, Athy, comté de Kildare               |
| 2010  | Cardenton, Athy, comté de Kildare               |
| 2011  | Cardenton, Athy, comté de Kildare               |
| 2012  | Heathpark, New Ross, comté de Wexford           |